# ووهیترامبو
ووهیترامبو (به لاتین: Vohitrambo) یک منطقهٔ مسکونی در ماداگاسکار است که در ونگایندرانو واقع شده‌است. ووهیترامبو ۳۳٬۰۰۰ نفر جمعیت دارد و ۳۵ متر بالاتر از سطح دریا واقع شده‌است.